# Mordon Malitoli
Mordon Malitoli (ur. 5 sierpnia 1968 w Mufulirze) – zambijski piłkarz grający na pozycji obrońcy. Jego brat Kenneth Malitoli także był piłkarzem i reprezentantem kraju.

## Kariera klubowa
Swoją karierę piłkarską Malitoli rozpoczął w klubie Lido Stars. Zadebiutował w nim w 1984 roku. W 1985 roku przeszedł do Nkany FC z miasta Kitwe. Występował w tym klubie do końca 1995 roku. Wraz z Nkaną siedmiokrotnie wywalczył tytuł mistrza Zambii w latach 1985, 1986, 1988, 1989, 1990, 1992 i 1993. Zdobył też pięć Pucharów Zambii w latach 1986, 1989, 1991, 1992 i 1993.
W 1996 roku Malitoli przeszedł do Malindi FC z Zanzibaru. Z kolei w 1997 roku został piłkarzem fińskiego RoPS Rovaniemi. W 2001 roku zakończył w nim swoją karierę.

## Kariera reprezentacyjna
W reprezentacji Zambii Malitoli zadebiutował 19 czerwca 1988 w przegranym 0:4 towarzyskim meczu z Koreą Południową. W 1994 roku został powołany do kadry na Puchar Narodów Afryki 1994. Na nim wywalczył z Zambią wicemistrzostwo Afryki. Rozegrał na nim cztery mecze: z Wybrzeżem Kości Słoniowej (1:0), w ćwierćfinale z Senegalem (1:0), w półfinale z Mali (4:0) i finale z Nigerią (1:2).
W 1996 roku Malitoli zagrał w czterech meczach Pucharu Narodów Afryki 1996: z Burkina Faso (5:1), ze Sierra Leone (4:0 i gol), w ćwierćfinale z Egiptem (3:1) i w półfinale z Tunezją (2:4). Z Zambią zajął 3. miejsce w tym turnieju.
W 1998 roku Malitoli był w kadrze Zambii na Puchar Narodów Afryki 1998. Wystąpił na nim dwukrotnie: z Marokiem (1:1) i z Egiptem (0:4). Od 1988 do 1998 wystąpił w kadrze narodowej 29 razy i strzelił 2 gole.